# Pristimantis lichenoides
Espèce
Synonymes
- Eleutherodactylus lichenoides Lynch & Rueda-Almonacid, 1997

Statut de conservation UICN

 CR B1ab(iii)+2ab(iii) : 
En danger critique
Pristimantis lichenoides est une espèce d'amphibiens de la famille des Craugastoridae.

## Répartition
Cette espèce est endémique du département de Caldas en Colombie. Elle se rencontre dans la municipalité de Samaná entre 2 000 et 2 450 m d'altitude sur le versant Est de la cordillère Centrale.

## Description
Les mâles mesurent de 26,0 à 31,6 mm et les femelles de 33,5 à 41,8 mm.

## Publication originale
- Lynch & Rueda-Almonacid, 1997 : Three new frogs (Eleutherodactylus: Leptodactylidae) from cloud forests in eastern Departamento Caldas, Colombia. Revista de la Academia Colombiana de Ciencias Exactas Fisicas y Naturales, vol. 21, no 79, p. 131-142 (texte intégral).